# Le Fils de la prairie
Pour plus de détails, voir Fiche technique et Distribution.
Le Fils de la prairie (Tumbleweeds) est un film américain réalisé par King Baggot, sorti en 1925.

## Synopsis

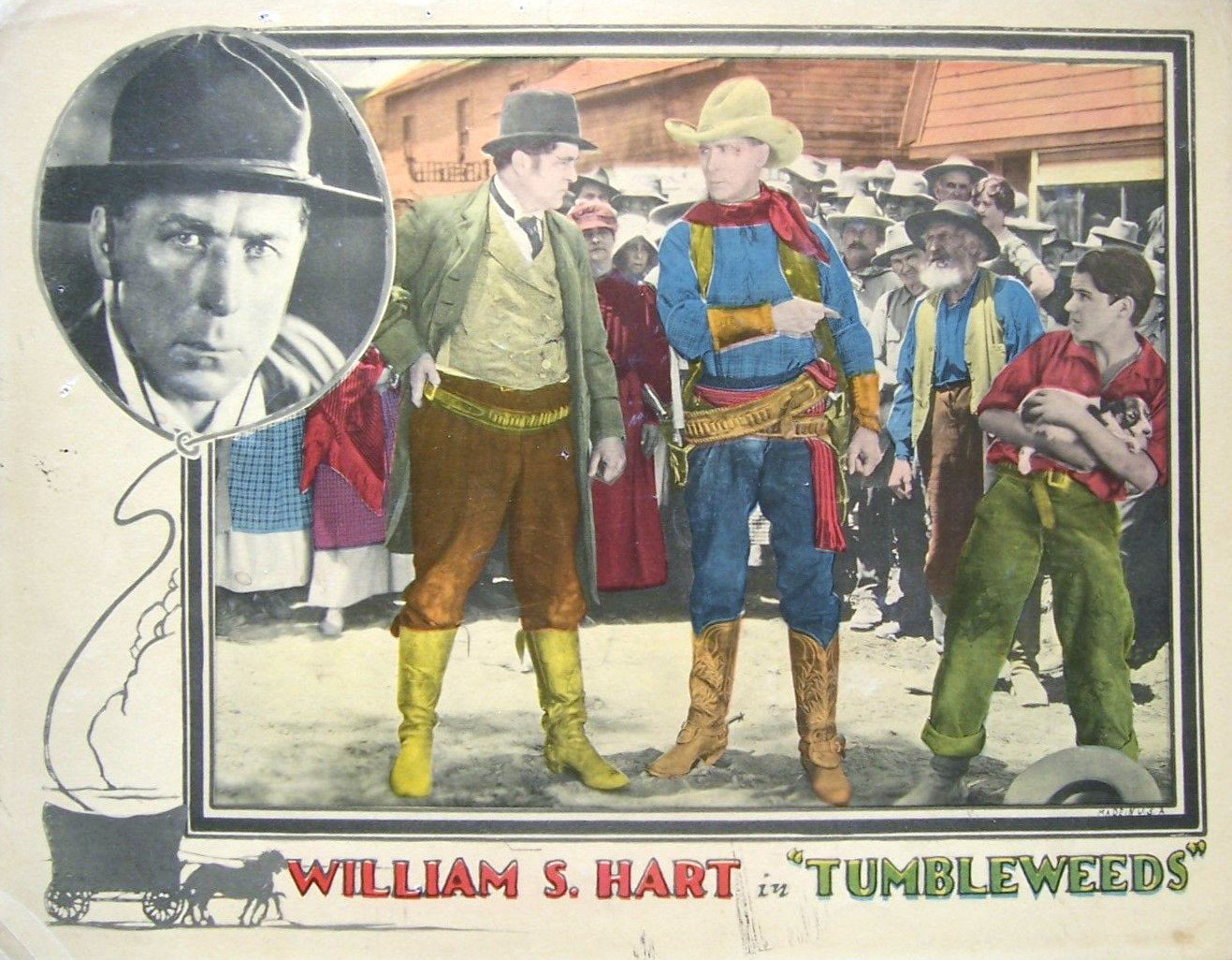
Carte promotionnelle du film.

Dans l'Etat de l'Oklahoma dans les années 1880, les terres autrefois occupées par les éleveurs de bétail sont attribuées à des colons. L'attribution se fait lors d'une course à la terre après inscription auprès des autorités. Les personnes ne respectant pas les règles et s'installant avant la course sont les "Sooners" (terme qui devint ensuite le surnom de l'Oklahoma).
Don Carver, un cow-boy nomade travaillant pour les éleveurs, tombe sous le charme de Molly Lassiter et envisage de s'installer et fonder une famille. Alors qu'il est prêt à participer à la course à la terre, il est accusé à tort d'être un Sooner. Arrêté et emprisonné, il risque de manquer la course qui lui permettrait de prétendre à un ranch.

## Fiche technique
- Titre français : Le Fils de la prairie
- Titre original : Tumbleweeds
- Réalisation : King Baggot
- Scénario : Hal G. Evarts
- Producteur : William S. Hart
- Pays de production :  États-Unis
- Langue originale : anglais
- Format : Noir et blanc - 35 mm — 1.33:1 - Muet
- Genre : western
- Durée : 78 minutes (1 h 18)
- Date de sortie : 
  - États-Unis : 20 décembre 1925

## Distribution
- William S. Hart : Don Carver
- Barbara Bedford : Molly Lassiter
- Lucien Littlefield : Kentucky Rose
- J. Gordon Russell : Noll Lassiter
- Richard Neill : Bill Freel
- Jack Murphy : Bart Lassiter
- James Gordon : Joe Hinman
- George F. Marion : Le vieil homme
- Gertrude Claire : La vieille femme
- Lillian Leighton : La veuve Riley
- Taylor N. Duncan : Le capitaine de cavalrie
- Monte Collins : Hicks
- Fred Gamble : Le propriétaire de l'hôtel
- Charles Stevens : Indien

## Autour du film
- Ce film est le dernier film de l'acteur William S. Hart.
- La scène d'introduction avec l'acteur parlant face caméra a été ajoutée en 1939.
- Le titre original Tumbleweeds fait référence aux Virevoltants, plante des déserts et devenu un symbole classique du style Western.